# Trachyguina cretata
Trachyguina cretata är en insektsart som beskrevs av Young 1986. Trachyguina cretata ingår i släktet Trachyguina och familjen dvärgstritar. Inga underarter finns listade i Catalogue of Life.